# Pelecopsidis frontalis
Pelecopsidis frontalis är en spindelart som först beskrevs av Banks 1904.  Pelecopsidis frontalis ingår i släktet Pelecopsidis och familjen täckvävarspindlar. Inga underarter finns listade i Catalogue of Life.